# علم العضلات والعظام
علم العضلات والعظام (نقحرة: أوستيوميولوجيا) ويطلق عليه أحيانًا علم العضلات والعظام والأعصاب (نقحرة: نيوروأوستيميولوجيا)، هو نمط من الطب البديل يوجد بشكل حصري في المملكة المتحدة، يستند إلى الأفكار المجمعة من العلاجات المتداولة الأخرى، ينطوي بشكل أساسي على المعالجة اليدوية وتقويم العظام.
اختصاصيو الأوستيميولوجيا هم معالجون تلقوا التدريب في مجال تقويم العظام أو المعالجة اليدوية، أخذوا اللقب بعدما رفض المجلس العام لتقويم العظام (GOsC) أو المجلس العام لتقويم العمود الفقري (GCC) خضوعهم للتنظيم لأسباب سياسية أو فلسفية، أو لعدم تقديمهم الأوراق المطلوبة للهيئات الحاكمة وبالتالي لم يتمكنوا من الانضمام أو تحقيقهم معايير التدريب اللازمة لاستيفاء شروط قوانين البرلمان.

## الاختلافات المزعومة عن علم العظام
يُدّعى اختلاف الأوستيميولوجيا عن تقويم العظام بسبب:
- تركز تقنياتها على إرخاء العضلات فضلًا عن معالجة العظام.
- يعتقد ممارسو الأوستيميولوجيا أنها تحقق نفس الهدف بالمقارنة مع تقويم العظام فيما يخص حل المفاصل المتيبسة إلا أنها ألطف على المريض.
- تُعنى بإمكانية إقناع المريض الامتثال إلى علاجهم الخاص بشكل أفضل.
- تستخدم ما يُسمى العلاج الوهمي أو الغُفل بشكل أكثر فعالية، بحيث تعتمد جميع المعالجات سواء كانت تقليدية أو بديلة في نهاية المطاف على تأثيره.

## فعاليته
لا يوجد دليل يعول عليه فيما يخص فعالية أو مخاطر العلاج المعتمد على أوستيوميولوجيا كممارسة مستقلة. من ناحية أخرى، هناك مجال واسع من الأدلة فيما يخص فعالية العلاجات اليدوية المختلفة التي تعتمد عليها هذه الممارسة.

### الأخطار المترافقة
تترافق المعالجة النخاعية مع آثار ضارة متكررة خفيفة ومؤقتة، متضمنةً ألم جديد أو متفاقم أو تيبس في المنطقة المتأثرة. قد ينتج بشكل نادر عن المعالجة النخاعية وبشكل خاص النخاع الأعلى، مضاعفات قد تؤدي إلى إعاقة دائمة أو الموت. يبقى معدّل وقوع هذه المضاعفات مجهولًا، بسبب ندرة الحالات ونقص التوثيق بشكل كبير للحالة، بالإضافة إلى صعوبة ربط الأثر الضار كالسكتات مع المعالجة النخاعية، الأمر الذي لوحظ أنه مصدر قلق خاص. 

## الخلافات

### الوضع القانوني
لا تندرج الأوستيوميولوجيا قانونيًا ضمن الطب البديل، وإنما اعتبرت تنظيمًا ذاتيًا بحسب التشريعات الحكومية. حتى يصبح الفرد اختصاصي أوستيوميولوجيا، يجب أن يتمتع بالمؤهلات المهنية في أي من المجالات الطبية/البدنية، ويجب على المتقدّمين إحضار شهاداتهم المهنية بغرض الفحص أو التدقيق، بالإضافة إلى التزامهم بمدونة قواعد الممارسة والأخلاقيات وتسجيل التغطية التأمينية الكاملة. فقط حينها بإمكان المتقدمين الانضمام إلى تي. إيه. أو. ووصف أنفسهم باختصاصيين أوستيوميولوجيا. لن تلعب الهيئة التنظيمية التطوعية التي شُكّلت حديثًا في المملكة المتحدة ومجلس الرعاية الصحية التكميلية والطبيعية، أي دور في تنظيم اختصاصييّ الأوستيوميولوجيا. تعمل رابطة اختصاصييّ الأوستيوميولوجيا حاليًا في إطار للتنظيم الذاتي التطوعي لأعضائها.
أقرت هيئة معايير الإعلان أن رابطة اختصاصييّ الأوستيوميولوجيا لم تكن هيئة قانونية أو طبية مهنية معترف بها وسمحت لاختصاصيي الأوستيوميولوجيا بتبادل المعرفة فحسب.